# Skate (serie)
Skate (estilizado como skate.) es una serie de videojuegos de deportes extremos desarrollada y publicada principalmente por Electronic Arts. Los tres primeros juegos principales de la serie fueron desarrollados por EA Black Box. Después de que EA Black Box cerrara en 2013, la franquicia quedó en pausa hasta el anuncio de una cuarta entrega en la serie en 2020.

## Descripción general
La serie Skate se distingue de otros videojuegos de skate por su sistema de control único, llamado "Flick-it", en el cual los jugadores ejecutan trucos con movimientos breves y rápidos de uno o ambos sticks analógicos de un control de doble stick. Los jugadores asumen el papel de un patinador personalizable y exploran libremente una ciudad ficticia en un entorno de mundo abierto, completando desafíos diversos y cada vez más difíciles mientras son filmados por el camarógrafo Giovanni Reda para desbloquear nuevas áreas, obtener nuevos cosméticos y finalmente ascender a la fama. En el camino, pueden encontrarse, competir e incluso jugar como famosos patinadores de la vida real, incluyendo a Danny Way, Terry Kennedy y Rob Dyrdek, y eventualmente deben elegir entre varias empresas auténticas de equipo de skate con licencia para lograr un respaldo exclusivo con partes y equipo de skate. Los jugadores pueden usar marcadores de sesión para viajar rápidamente a un lugar de su elección o regresar a él. Un sistema especial de lesiones llamado "Hall of Meat" registra las lesiones sufridas durante las caídas, particularmente huesos rotos, lo cual es fundamental para completar ciertos desafíos.

## Videojuegos
| 2007 | Skate    |
| 2008 | Skate It |
| 2009 | Skate 2  |
| 2010 | Skate 3  |
| 2011 |          |
| 2012 |          |
| 2013 |          |
| 2014 |          |
| 2015 |          |
| 2016 |          |
| 2017 |          |
| 2018 |          |
| 2019 |          |
| 2020 |          |
| 2021 |          |
| 2022 |          |
| 2023 |          |
| 2024 |          |
| TBA  | skate.   |

La serie Skate comenzó durante la séptima generación de consolas de videojuegos, con tres entregas principales lanzadas en Xbox 360, PlayStation 3 y un spin-off lanzado en las plataformas de Nintendo de esa generación, aprovechando sus controles de movimiento para implementar los controles característicos de la serie "Flick-it". Todos estos cuatro juegos se lanzaron anualmente hacia finales de la década de 2000, antes de que la serie entrara en pausa.

### Skate (2007)
El primer juego de la serie Skate se lanzó en 2007 para PlayStation 3, Xbox 360 y teléfonos móviles. Está ambientado en la ciudad ficticia de San Vanelona, una combinación de San Francisco, Vancouver y Barcelona, y sigue el viaje de un patinador común que alcanza la fama después de un accidente devastador.

### Skate It
Lanzado en 2008, este spin-off dirigido a la Wii, Nintendo DS y iOS aprovecha sus controles de movimiento para implementar el sistema de control "Flick-it" de la serie y también está ambientado entre Skate y el próximo Skate 2. Un terremoto daña gravemente a San Vanelona y una nueva persona patina a través de las ruinas de la ciudad para ganar fama, antes de viajar a otras ciudades reales en Europa, China y Brasil para demostrar sus habilidades.

### Skate 2
La secuela de Skate, lanzada en 2009, en la que el protagonista principal es liberado de la cárcel después de que San Vanelona, sacudida por el terremoto, es reconstruida por MongoCorp en una nueva ciudad donde el skateboarding es ilegal. Deben volver a desarrollar la maestría del patinaje mientras evitan a las autoridades decididas a reprimir esa actividad.

### Skate 3
La tercera entrega de Skate se lanzó en 2010 como un cambio importante con respecto a las entregas anteriores, con su nuevo escenario en la ciudad de Port Carverton y un aumento sin precedentes de la libertad. El jugador debe patinar nuevamente hacia la fama después de que una peligrosa acrobacia en la ciudad sale mal, costándole un lucrativo contrato de respaldo.

### Skate(TBA)
Más de una década después del lanzamiento de Skate 3, Electronic Arts anunció que se estaba desarrollando una cuarta entrega de Skate. EA estableció Full Circle, un nuevo estudio en Vancouver, Columbia Británica, para liderar su desarrollo. El estudio está dirigido por Daniel McCulloch e incluye a Deran Chung y Cuz Parry, quienes crearon los juegos originales de Skate. A finales de agosto de 2021, Electronic Arts confirmó que el juego estará disponible al menos en Microsoft Windows y macOS por primera vez en la historia de la serie, y también estará dirigido a consolas no especificadas de PlayStation y Xbox, así como a plataformas móviles. En julio de 2022, el juego se anunció como Skate, estilizado como skate., al igual que el juego original. El nuevo Skate será un título free-to-play y se desarrollará en una nueva ciudad conocida como San Vansterdam. Actualmente se encuentra en la etapa de pruebas a través del servicio de pruebas de EA.